# 無資格マッサージ士問題
無資格マッサージ士問題（むしかくマッサージしもんだい）では、無資格および無免許のマッサージ師に関する問題について記述する。
あん摩マッサージ指圧師は独立判断の可能な職種（後述）ゆえに、法律や行政では ”あんまマッサージ指圧「師」” と表記されるが、無免許状態での開業権の法的な適否を考慮し、本項ではマッサージ「士」と呼ぶ。
また、免許は国が与えるものであり、本来は「無免許」と呼称するべき問題である。
日本では、あん摩マツサージ指圧師、はり師、きゆう師等に関する法律の定めるところにより、あん摩マッサージ指圧師もしくは医師でなければ、人体に対して体表面から「触る・なでる・揉む・叩く・擦る・押す・身体の他動的操作および自動運動またはその誘導行為」など総ての手技行為や器具や機械を使用した皮膚上からの物理的刺激によって皮下の筋肉や関節・血管・リンパなどの各組織に影響を及ぼす行為を業として行うことが出来ない。
「業」とは、「不特定多数に対して、反復継続の意思をもって施術を行うこと。その対価の授受は問わない」と定義されている。

## 定義
無資格マッサージ師問題では必ず議題に上るのが定義である。本問題を停滞させない必須の項目である。
本稿では、あん摩マッサージ指圧師という資格の有無を問うものであるから、以下のように「無免許・無資格」を定義する。

### 無免許・無資格の定義
- 医療に関する国家資格を所持しない者による行為
- あん摩マッサージ指圧師でない民間団体の発行する独自の資格の所持した者による行為
- 徒手ないしは器具による人体への刺激が医師の指示下に行わないと違法になる医療系国家資格の所持者による行為。

医療免許は国民衛生に関わる国家が権利と責任をもつインフラの基礎であり個人への医療免許付与の権限は国家にあるので、あん摩マッサージ指圧師・はり師・きゅう師などの国家による免許を受けず、上記の項目などを根拠に医業類似行為を業とする者を本項目では「無免許・無資格」もしくは「無免許者・無資格者」と呼称する。

### 医業類似行為の定義
医業類似行為とは、あん摩・はり・きゅう・柔道整復の行為4種と、カイロプラクティックや整体、マッサージのような、法定の行為以外の民間療法を含む概念であり、身体や精神の不調に対し、その調整など、医学上の問題解消を謳い、医師の指示を受けずに行われる手技や物理療法、対話など医学上の療養に相当する行為および、それに類すると想起させる全ての行為で、かつ、法定されていないものを言う。

### 療術の定義
- 電気、光線、温熱、手技等による物理的、力学的な刺激を用いて治療や健康維持を目的に行われる民間療法の総称

## 無免許問題発生の経緯

### 按摩はりきゅう柔道整復等営業法の制定・施行
「按摩はりきゅう柔道整復等営業法」は昭和22年に制定され、翌23年に施行された。その際、これらの営業法上に認められなかった者、つまり、国が法律を持って身分法を制定し法律に規定した資格と条件を具備する者以外の者で、あん摩や、はり術の術技の一部もしくは全部の行為、類似の術技、また、尖端鋭利な器具や機械で皮膚を刺激する行為や電機や光線療法や宗教的霊感暗示を応用した行為により疾病への対処を行う業者は「療術師」もしくは「治療師」と自称した。現在は「整体師」と自称する者が多い。
按摩はりきゅう柔道整復等営業法の施行後は経過措置が設けられており、昭和23年(1948年)2月以前に届け出ていた者に限り、昭和30年(1955年)12月31日までの期限を設けて療術の営業が許されていた。だが、その裏で施行当時に12916名だった昭和23年2月以前に届け出ていた療術業者が年々増加しており、昭和28年に発覚した時には、1万余人の療術師が4万人に達するという奇怪な事態になっていた。その後、8万人にまで膨れ上った療術業者らは、昭和29年に「療術師法」制定を目指して一大運動を展開した。。
だが、当時の医師・あん摩師などの医療行為者は療術師法制定に反対の立場であり、厚生省も国民の保健や公衆衛生面からどう裁くか苦慮していた
が、結局、全国鍼灸按マッサージ師連合会の断食闘争などの徹底抗戦によって昭和30年7月30日。原案通り法案は可決され単独立法化は阻止された。
療術師法制定反対運動の決着がついた後、特例により昭和23年(1948年)2月以前に3カ月以上、業を行って届出をしていた者に対して、昭和31年1月1日 - 昭和33年12月31日の間に講習会が開催され、修了者に「あん摩師試験」が行われた。

その後、昭和33年には更に3年間の猶予期間が設けられたが、昭和35年の最高裁判決で方向性はほぼ決定付けられ、昭和39年6月25日の参院本会議での「あん摩師法改正の附帯決議」により、前述した「昭和23年2月以前に3カ月以上、業を行って届出をしていた者に対して療術業務の期限撤廃」が決定し、現在に至る。だが、新規開業は認められていない。
その後も数度、平成8 - 10年にも「療術の法制化の請願」が国会に4回提出されているが、全て審査未了に終わっている。

### 名称変更運動
それまでのあん摩マッサージ指圧師、はり師、きゅう師等に関する法律には、あん摩・マッサージ・指圧の定義がしっかりと記載されていなかったため、○○式マッサージなどの「無免許マッサージ師」の営業を許す原因になっていた。しかしマッサージが欧米より日本に伝わって以降、手技自体ははっきりと技術体系化されている。現法律策定時にもマッサージの技術定義は文章化できなくとも日本国民は当然の如く理解していたことであった。尚、カイロプラクティックは厚生労働省の通知において「脊椎の調整を目的とする点において、あん摩、マッサージ又は指圧と区別され、したがって、あん摩、マッサージ又は指圧に含まれないものと解する」とされている。
1990年代には、全日本鍼灸マッサージ師会は会報のタイトルを「鍼灸手技療法斯界通信(現在は『月刊 東洋療法』)」に改め、筑波大学附属視覚特別支援学校も鍼灸マッサージ師のための職業課程を理療科から鍼灸手技療法科に改めるなど、とくに視覚障害者が関与する現場では、あん摩・マッサージ・指圧を統合した呼称変更への動きがあり、あん摩マッサージ指圧師という資格と現実に発生している事態との乖離の是正と法律遵守の観点から、これらの治療を一括した呼称にすべきとする資格名称の変更運動が1990年代後半より行われた時期があった。だが、理学療法士団体も同様に名称変更すべく活動したり、それらをいち早く聞きつけた業者が商標申請するなど、商業的・政治的思惑が大きく絡まったことにより名称変更は混迷を呈し、2000年半ばには運動は霧散した。

## 社会問題として

### 医療過誤問題
医療事故は、あん摩マッサージ指圧の施術所を含めた医療を行う場所でのあん摩マッサージ指圧師など国家資格をもつ医療者の治療行為によって、何らかの原因が重なって発生するものである。だが、民間療法は現代日本の医療制度上の医療ではなく、問診・触診・打診・運動検査および、前記行為により判断を告げる行為は、医師や医師の指示を受けた診療補助行為者、あん摩マッサージ指圧師、はり師きゅう師、柔道整復師以外によるものは医師法違反であり、また「人の健康に害を及ぼす虞のない業務行為」でなければならないので、医療というカテゴライズの中での医療過誤の発生はありえない。

### 国民の要望
無資格者・無免許者による事故やその他の様々な事件を受け、国民から官邸へメールが送付された。

#### 余命77号 あん摩マッサージ指圧師法の遵守について
「日本でマッサージ業を営む際は、あん摩マッサージ指圧師免許の取得が必要である。だが、昭和33年の最高裁判決での職業選択の自由を誤解し、更に「今の一代に限り免許を取らずとも職業とできる」と当時の厚生省は指導した為、正規の医学課程を修めずに医学的な根拠の無い呪術的なマッサージ業を行う者（以下、「療術士」という）が増え、更に、この数年に渡る不景気で療術士が増加した。結果、人体に無害という療術士の行為による骨折、悪性疾患の医師への受診遅延などが激増し、現在進行形で国民衛生を悪化させている事は国民生活センターで勧告している通りである。　これらは、必要な医療知識をもたない療術士の危険性のあるマッサージに対する通報を放置した結果であり、中には、整骨院のスタッフとなり無資格治療による不正請求の一端を担う者もいる。また、通常のマッサージ業を装った違法風俗店でのマッサージも保健所は放置する為、就労する外国人にも国民は不審を抱かず、結果、不法在留外国人の格好の隠れ蓑ともなっている。
　国民衛生悪化の原因、柔道整復師不正請求の足がかり、不法就労外国人の隠れ蓑、指導通りなら70歳以下の療術士はいない。という点を鑑み、「あん摩マッサージ指圧師免許を持たない療術士の対応の見直し」、「調査時のあん摩マッサージ指圧師の立会い」および「あん摩マッサージ指圧師法の的確な運用」を要望する。」
一説には毎月10万通を超えるメールが送付されたと言われるが、現在は「自民党メール」として存続して行われている。

### 行政の対応
昨今、厚生労働省の指定する教育施設での医学科目を履修していない無免許者も増え、エビデンスのない違法な診察・診断行為によって医療機関への適切な受診が妨げられる事態が発生していた。そこで2006年に厚生労働省・医政局医事課から「無資格者によるあん摩マッサージ指圧業等の防止について」という通知が出された。だが、無資格者による施術所内での事故や無資格者による乳児への施術での死亡事故も実際に発生しており、これら度重なる事故の報告から、2012年になって漸く国民生活センターから「手技による医業類似行為の危害」と題した発表があり、国民へ注意を呼びかけるようになった。
また、こうした動きから厚生労働省では薬事法に抵触する広告や国民への健康被害防止のため、あん摩マッサージ指圧師、はり師、きゅう師及び柔道整復師等の広告に関する検討会が設置された。
上記の無資格者・無免許者への刑事処分も行われており、施術所内での「無免許者の施術禁止」の通達を出した地方厚生局もあり、今後の無資格診療に対しては、一層の厳しい取締や処分が行われるであろうことが予想されていたが、2020年に医業類似行為は経済産業省管轄とする旨が当時の経済産業大臣から答弁された。健康など医学に関する業務は厚生労働省管轄となるが、医業類似行為は医療でないため厚生労働省は医学と関係のないものを医療免許として認めないので、経済産業省の管轄になるのは当然の帰結とも言える。ゆえに身体に無害であると自称している無免許の医業類似行為は、医学上の効能を謳えないのも当然である。

## 両者の主張
戦後の国の資格制度改正に伴い、特例による講習を修了した者に「あん摩師試験」が特例で施行されたが、試験に合格できなかった療術士からは、以下のような主張がある。

### 無免許マッサージ師の主張
- 医療ミスは医療資格者におこるもので現行法上は医療以外の行為に対して民間療法が認められている。それなのに国家資格を有する医療者による一方的な民間療法の差別や執拗な整体・カイロプラクティック撲滅運動を受けている。そのような民間療法への差別や撲滅運動は、医療行為に携わる医療資格者にとって恥ずべき行為であり慎まなければならない。無資格マッサージ師問題は、療術が按摩マッサージと学術的に異なることを示唆[要出典]している。

これに対して、あん摩マッサージ指圧師などの免許を保有した者からは以下のような反論がなされる。

### 免許保有者による反論
昭和35年の最高裁判例の主旨は当時の厚生省が最高裁事務局に確認をしており、判決は按摩や鍼灸になんら関係なく、無免許による按摩は人体に害があろうがなかろうが厳重に取締ると述べられている。第38回国会　参議院　社会労働委員会　第29号　昭和36年5月18日　no 029 発言者　黒木利克
- 医療はインフラの一部である：医療はライフラインなどと同様にインフラストラクチャーの一部であり、国民衛生に直接、関わる問題であることから、「一定水準の教育基準を設けて、免許を与える権利」と「管理を行う責任」は当然、国家に帰結するので、医療従事者には国家資格が必要である。
- 判例・通達の新規開業への誤用：昭和35年1月27日(昭和29(あ)2990)の最高裁判決「人の健康に害を及ぼす虞…」の箇所だけが取り沙汰されて一人歩きしているが、この判決の要旨は「…であるから、免許制度が必要であり職業選択の自由には反しない」というものであり、この判決以降の医業類似行為の可否を述べるものではない。この判決に伴う医業類似行為者(=療術士)への経過措置の期限撤廃は既に行われており[注釈 1]、それらは全て昭和23(1948)年2月以前に3カ月以上、業を行って届出をしていた者への経過措置であり、新規開業は許可されておらず、新規開業を行えば違法である。仮に、これらの仕事が乳幼児に出来たとしても60歳未満の療術業者はいないはずである。
- 免許者としての資格：前述された「医療インフラに対する国家の権利責任論」から医療に関する免許は国が与えるものであり、民間療法の指導を行う民間団体が与えるものは資格であって免許ではない。「免許所持者の事故が増えているから免許は必要ない」という主張は「自動車免許所持者による交通事故が増えているから無免許運転を認める」のと同義であり、一般国民にとっては到底、認められるものでは無い。
- 術技の著しい類似性：療術行為で行われる全ての技法は、「揉む・叩く・擦る・押す・身体操作やその誘導」といった、あん摩・マッサージ・指圧で行われる一連の技術体系の範疇に含まれており、無資格者による手技療法は脱法行為である。
- 主張の矛盾：学術的に異なる医療ではないものに対して、どのような理由によって医療者からの差別や撲滅運動が行われるのか。社会通念上で考えれば、無免許者の行為は医業に類似した行為であり、国家資格などで社会的に担保されていない者が行えば有害であるから危険な行為であるがために、国民衛生を考えて撲滅運動が起きるのであり、その行為は医療とは区別される。
- 2012年の「鍼灸マッサージ制度を守る緊急決起集会」では、「法治国家である我が国があはき師法をそのままにしておく（という）あたかも法律を放置し（たような措置を採ったがために）、(鍼灸マッサージの）職域が益々侵されている」として、参加した国会議員に対して無免許者の徹底排除を訴えている。[13]

### 中立的視点
- この問題は、厳格な法運用を求めて悪戯（いたずら）に失業者を増やすのか、それとも、異常な拡大解釈を赦して法を遵守する者の職業（生活権）を奪うのか、それとも、このまま放置して国民同士のいがみ合いを継続させるのか、法治国家・日本の行政手腕が問われる複雑な三択問題である。